# Siergiej Aleksiejew (prawnik)
Siergiej Siergiejewicz Aleksiejew, ros. Сергей Сергеевич Алексеев (ur. 28 lipca 1924 w Orle, zm. 12 maja 2013 w Petersburgu) – rosyjski prawnik.
Ukończył studia Swierdłowskim Instytucie Prawa (doktor prawa i profesor). Członek korespondent Wydziału Filozofii, Socjologii i Prawa Rosyjskiej Akademii Nauk. Od 1989 do 1990 członek Rady Najwyższej ZSRR, przewodniczący jej Komitetu ds. Ustawodawstwa, Praworządności i Porządku Prawnego. Od 1989 do 1991 przewodniczący Komitetu Nadzoru Konstytucyjnego ZSRR. Później członek Rady Prezydenckiej i przewodniczący rady Ośrodka Badawczego Prawa Własnościowego przy prezydencie Federacji Rosyjskiej. Zmarł 12 maja 2013 w Petersburgu.